# Bosbrilvogel
De bosbrilvogel (Zosterops stenocricotus) is een zangvogel uit de familie Zosteropidae (brilvogels).

## Verspreiding en leefgebied
De soort komt voor van zuidoostelijk Nigeria tot de zuidwestelijke Centraal-Afrikaanse Republiek en noordelijk Gabon en op het eiland Bioko.

## Status
De bosbrilvogel komt niet als aparte soort voor op de lijst van het IUCN, maar is daar een ondersoort van de Afrikaanse brilvogel (Z. senegalensis).